# Sojuz T-13
Sojuz T-13 è la denominazione di una missione della navicella spaziale Sojuz T verso la stazione spaziale sovietica Saljut 7 (DOS 6). Si trattò del cinquantaduesimo volo equipaggiato di questo velivolo spaziale, del settantaquattresimo volo nell'ambito del programma Sojuz sovietico nonché del decimo volo equipaggiato verso la predetta stazione spaziale – l'ottavo che riuscì effettivamente ad agganciarsi ed a visitare la predetta stazione spaziale a causa degli insuccessi delle precedenti missioni Sojuz T-8 e Sojuz T-10-1. Le gesta dei due cosmonauti Vladimir Džanibekov e Viktor Savinych che hanno preso parte a questa missione sono riportate nel film del 2017 Salyut 7, diretto da Klim Šipenko

## Equipaggio
| Ruolo             | Equipaggio al lancio                       | Equipaggio all'atterraggio                 |
| ----------------- | ------------------------------------------ | ------------------------------------------ |
| Comandante        | Vladimir Džanibekov, Roscosmos Quinto volo | Vladimir Džanibekov, Roscosmos Quinto volo |
| Ingegnere di volo | Viktor Savinych, Roscosmos Secondo volo    | Georgij Grečko, Roscosmos Terzo volo       |

### Equipaggio di riserva
| Ruolo             | Equipaggio                       | Equipaggio                       |
| ----------------- | -------------------------------- | -------------------------------- |
| Comandante        | Leonid Popov, Roscosmos          | Leonid Popov, Roscosmos          |
| Ingegnere di volo | Aleksandr Aleksandrov, Roscosmos | Aleksandr Aleksandrov, Roscosmos |

## Missione
La missione fu la prima vera e propria missione di soccorso e di salvataggio di una stazione spaziale che aveva totalmente smesso di funzionare. Così la Sojuz T-13 divenne la prima navicella spaziale, che si agganciò volando manualmente ad una stazione spaziale completamente inattiva. Per questo motivo fu necessario modificare la navicella spaziale prima del lancio, onde garantire e semplificare la manovra di avvicinamento e di aggancio alla stazione spaziale stessa. Vladimir Džanibekov e Viktor Savinych salvarono la Saljut 7, la quale aveva incontrato notevoli problemi con vari pannelli solari.
Il salvataggio e la rimessa in funzione della stazione spaziale significò una delle miglior prestazioni raggiunte nella storia dell'esplorazione umana dello spazio.
Vladimir Džanibekov sicuramente non aveva fatto conto di ritornare così presto a visitare la Saljut 7, quando rientrò dalla stessa da bordo della Sojuz T-12 a luglio del 1984. Già durante la manovra di avvicinamento fu chiaramente visibile che i pannelli solari della stazione spaziale - che continuava a ruotare lentamente lungo il suo asse orrizontale - non si trovavano posizionati correttamente. L'equipaggio allora usò un riflettore a raggi laser per misurare a quale distanza si erano ormai avvicinati alla Saljut 7. Successivamente volarono intorno alla stazione onde verificare se la Saljut era rimasta intatta al suo esterno.
Džanibekov notò, che la protezione contro il calore della sezione di trasferimento sembrava essere insipida e grigia a causa della sua lunga esposizione ai raggi solari. Una volta che la navicella Sojuz si era agganciata alla stazione spaziale totalmente inattiva, l'equipaggio poté confermare che la Saljut risultava essere "morta" dal punto di vista elettrico. Infatti, i due cosmonauti avevano controllato i collegamenti elettrici con la stazione, e avevano potuto accertare che gli stessi non rispondevano del tutto.
Il secondo passo da eseguire fu il controllo dell'atmosfera all'interno della stazione prima che potesse essere aperto il portello di collegamento. L'aria era decisamente fredda, però respirabile. Inoltre le pareti, le attrezzature e gli strumenti di bordo erano coperti da uno strato di brina. I cosmonauti furono costretti ad indossare attrezzatura invernale prima di salire a bordo della stazione spaziale, inclusi i tipici berretti russi imbottiti di pelliccia.
Una volta saliti a bordo, il primo compito da eseguire fu il ripristino dell'alimentazione con energia elettrica. Gli otto accumulatori di energia della Saljut erano completamente scarichi e due addirittura completamente distrutti. Džanibekov scoprì che il motivo per cui i pannelli solari non erano posizionati correttamente era dovuto ad un sensore. La conseguenza logica ovviamente fu che gli accumulatori non potevano essere ricaricati di energia a causa di questo malfunzionamento. Un problema con la trasmissione via radio dei dati di telemetria comportarono che il personale del centro di controllo di volo "TsUP" non poté scoprire prima questo disfunzionamento. Così si ebbe la situazione di partenza di una stazione spaziale con accumulatori di energia completamente svuotati, tutti i sistemi di bordo spenti ed il collegamento via radio interrotto.
I cosmonauti provvedettero dunque a ricaricare gli accumulatori di energia. Sfruttando la navicella Sojuz, girarono la stazione spaziale in una maniera tale da riposizionare i pannelli solari in direzione del Sole. Il 10 giugno avevano accumulato energia elettrica sufficiente per riaccendere il riscaldamento d'aria. Ciò nonostante dovettero sfruttare l'impianto di ricambio d'aria della Sojuz T-13 prima che i sistemi della Saljut potessero funzionare nuovamente a pieno regime. Il controllo di posizionamento ed orientamento della stazione spaziale poté essere riacceso il 13 giugno. Ciò fu requisito fondamentale per garantire che una navicella di trasporto del tipo Progress potesse agganciarsi alla Saljut. Questa trasportò, fra l'altro, importantissimi pezzi di ricambio urgentemente necessari ai due cosmonauti per terminare i propri lavori di riparazione.
Il riscaldamento presente nelle pareti metalliche della stazione spaziale poté essere riacceso solo quando la brina fu evaporata del tutto. In caso contrario, l'acqua della condensazione avrebbe potuto entrare all'interno dei vari strumenti danneggiandoli oppure provocando dei cortocircuiti con esito fatale per la stazione spaziale ed in particolar modo per l'equipaggio. Il processo di evaporazione durò comunque fino alla fine del mese di luglio. I serbatoi d'acqua invece furono già in funzione verso la fine del mese di giugno.
Un ulteriore problema fu dovuto al fatto che un contenitore, con il quale veniva fatta bollire l'acqua, era stato distrutto dal freddo. I cosmonauti ovviarono tale problema in una maniera abbastanza insolita: sfruttando il calore prodotto da enormi fari usati per le trasmissioni televisive in diretta dalla stazione spaziale, riuscirono a riscaldare l'acqua fino ad ebollizione.
Savinych rimase a bordo per 169 giorni, facendo rientro a terra a bordo della Sojuz T-14. Il comandante Džanibekov invece rientrò dopo 110 giorni di missione a bordo della Sojuz T-13 con il cosmonauta Georgij Grečko.
Prima di avviare la manovra di rientro ed atterraggio, la Sojuz T-13 eseguì per quasi trenta ore delle manovre e delle prove di avvicinamento e di aggancio con la stazione spaziale.

## Ulteriori dati di volo
- Atterraggio del secondo membro dell'equipaggio originale: 21 novembre 1985, 10:31:00 UTC a bordo della Sojuz T-14, 180 km a sud-est di Dzhezkazgan, RSS di Kazakistan
- Durata per il secondo membro dell'equipaggio originale: 169 giorni, 3 ore, 12 min.
- Orbite terrestri per il secondo membro dell'equipaggio originale: circa 3.480
- Denominazione Astronomica Internazionale: 1985-43

I parametri sopra elencati indicano i dati pubblicati immediatamente dopo il termine della fase di lancio. Le continue variazioni ed i cambi di traiettoria d'orbita sono dovute alle manovre di aggancio. Pertanto eventuali altre indicazioni risultanti da fonti diverse sono probabili ed attendibili in considerazione di quanto descritto.